# Diaphananthe fragrantissima
Diaphananthe fragrantissima är en orkidéart som först beskrevs av Heinrich Gustav Reichenbach, och fick sitt nu gällande namn av Rudolf Schlechter. Diaphananthe fragrantissima ingår i släktet Diaphananthe och familjen orkidéer. Inga underarter finns listade i Catalogue of Life.